# Давлетово (Абзелиловский район)
Давле́тово (баш. Дәүләт) — село (до 2005 года деревня) в Абзелиловском районе Республики Башкортостан Российской Федерации. Административный центр Давлетовского сельсовета.  Согласно переписи 2020 года население составляло 980 человек.

## География
Расположена на южном берегу озера Чебаркуль, в месте выхода из него реки Янгельки.

### Географическое положение
Расположен в 9 км к востоку от районного центра села Аскарова, в 235 км к юго-востоку от столицы республики города Уфы и в 20 км к западу от города Магнитогорска.

## История
В 1912 году в деревне Давлетово Верхнеуральского уезда Оренбургской губернии учителем Г. Магазовым записана башкирская народная сказка «Камыр батыр».

## Население
| 1968 | 2002 | 2009  | 2010 |
| ---- | ---- | ----- | ---- |
| 480  | ↗819 | ↗1035 | ↘941 |

## Инфраструктура
Личное подсобное хозяйство с зоной сельскохозяйственного использования, индивидуальная застройка усадебного типа.

## Транспорт
Через деревню проходит региональная автодорога 80К-001 Аскарово — Давлетово — аэропорт Магнитогорск. В 7 км к северо-востоку от деревни расположен аэропорт Магнитогорск.

## Религия
В селе есть мечеть.

## Достопримечательности
Озеро Чебаркуль.